# Liga Dominicana de Fútbol 2022
La Liga Dominicana de Fútbol 2022 fue la edición número VIII de la LDF.
En la temporada 2022 se disputaron 92 partidos en siete estadios del país, divididos en 56 partidos de ronda regular, 30 en la instancia de liguilla, 4 en semifinales y dos en la gran final.
Comenzó el 11 de marzo y finalizó el 15 de octubre.

## Sistema de Clasificación
El torneo de la Liga Dominicana de Fútbol, estuvo conformado en tres partes:
- Temporada Regular: Se jugó un sistema de todos contra todos. Cada equipo disputó un total de 7 partidos en campo propio y campo contrario, haciendo un total de 14 jornadas. Los 6 mejores equipos al final de la Temporada Regular avanzaron a la Liguilla.

El orden de clasificación de los equipos, se determino en una tabla de cómputo general, de la siguiente manera:
- 1) Mayor cantidad de puntos;
- 2) Mayor diferencia de goles a favor; en caso de igualdad;
- 3) Mayor cantidad de goles convertidos; en caso de igualdad;
- 4) Mayor cantidad de goles de visita marcados; en caso de igualdad;
- 5) Menor cantidad de tarjetas rojas recibidas; en caso de igualdad;
- 6) Menor cantidad de tarjetas amarillas recibidas; en caso de igualdad;
- 7) Sorteo.

- Liguilla: Los 6 equipos clasificados de la Temporada Regular jugaron un sistema de todos contra todos. Cada equipo disputó un total de 5 partidos en campo propio y campo contrario, haciendo un total de 10 jornadas. Los 4 mejores equipos al final de la Liguilla avanzaron a los Play-offs. El orden de clasificación fue igual al de la Temporada Regular.

- Play-offs: Se jugó un sistema de eliminación, el primer lugar de la Liguilla enfrentó al cuarto lugar y el segundo enfrentó al tercero. Ambas llaves se jugaron a doble partido y los vencedores avanzaron a la Gran Final que también se disputó a doble partido.

### Clasificación para competiciones internacionales
El campeón de la Gran Final, el Subcampeón y el Mejor clasificado en la tabla general de la temporada obtuvieron un cupo a la Copa Caribeña de la Concacaf 2023. 
El segundo mejor clasificado en la tabla general de la temporada obtuvo un cupo a la CONCACAF Caribbean Club Shield 2023.

## Equipos participantes
Un total de 8 equipos disputaron el Torneo 2022.

### Equipos por provincia
| Provincia         | N.º | Equipos                           |
| ----------------- | --- | --------------------------------- |
| Distrito Nacional | 2   | Club Atlético Pantoja y O&M FC    |
| La Vega           | 2   | Atlético Vega Real y Jarabacoa FC |
| Espaillat         | 1   | Moca FC                           |
| La Romana         | 1   | Delfines del Este FC              |
| San Cristóbal     | 1   | Atlético San Cristóbal            |
| Santiago          | 1   | Cibao FC                          |

## Temporada Regular
| Pos. | Equipo                 | Pts. | PJ | G | E | P  | GF | GC | Dif. | Clasificación 2022                                            |
| ---- | ---------------------- | ---- | -- | - | - | -- | -- | -- | ---- | ------------------------------------------------------------- |
| 1    | Cibao FC               | 30   | 14 | 9 | 3 | 2  | 26 | 14 | +12  | Clasificado a la Liguilla y a la Copa Caribeña de la Concacaf |
| 2    | Jarabacoa FC           | 26   | 14 | 7 | 5 | 2  | 20 | 10 | +10  | Clasificado a la Liguilla                                     |
| 3    | Moca FC                | 24   | 14 | 6 | 6 | 2  | 22 | 17 | +5   | Clasificado a la Liguilla                                     |
| 4    | O&M FC                 | 23   | 14 | 6 | 5 | 3  | 19 | 13 | +6   | Clasificado a la Liguilla                                     |
| 5    | Atlético Vega Real     | 19   | 14 | 5 | 4 | 5  | 16 | 16 | 0    | Clasificado a la Liguilla                                     |
| 6    | Atlético Pantoja       | 17   | 14 | 5 | 2 | 7  | 20 | 20 | 0    | Clasificado a la Liguilla                                     |
| 7    | Atlético San Cristóbal | 9    | 14 | 2 | 3 | 9  | 11 | 26 | −15  |                                                               |
| 8    | Delfines del Este FC   | 5    | 14 | 1 | 2 | 11 | 9  | 27 | −18  | Último lugar                                                  |

Actualizado a los partidos jugados el 3 de julio de 2022.
 Fuente: 

## Liguilla

### Clasificación
| Pos. | Equipo             | Pts. | PJ | G | E | P | GF | GC | Dif. | Clasificación 2022 |
| ---- | ------------------ | ---- | -- | - | - | - | -- | -- | ---- | ------------------ |
| 1    | Atlético Pantoja   | 22   | 10 | 7 | 1 | 2 | 20 | 12 | +8   | Play-offs          |
| 2    | Moca FC            | 15   | 10 | 3 | 6 | 1 | 11 | 8  | +3   | Play-offs          |
| 3    | Cibao FC           | 14   | 10 | 3 | 5 | 2 | 14 | 14 | 0    | Play-offs          |
| 4    | Atlético Vega Real | 14   | 10 | 4 | 2 | 4 | 11 | 14 | −3   | Play-offs          |
| 5    | Universidad O&M    | 12   | 10 | 3 | 3 | 4 | 13 | 11 | +2   |                    |
| 6    | Jarabacoa FC       | 3    | 10 | 0 | 3 | 7 | 7  | 17 | −10  |                    |

Actualizado a los partidos jugados el 11 de septiembre de 2022.
 Fuente: 
|  | Semifinales                                           | Semifinales                                           | Semifinales                                           | Semifinales                                           |   |                  | Final                                     | Final                                     | Final                                     | Final                                     |  |
|  | 17 y 18 de septiembre (Ida) 1 y 2 de octubre (Vuelta) | 17 y 18 de septiembre (Ida) 1 y 2 de octubre (Vuelta) | 17 y 18 de septiembre (Ida) 1 y 2 de octubre (Vuelta) | 17 y 18 de septiembre (Ida) 1 y 2 de octubre (Vuelta) |   |                  | 8 de octubre (Ida) 15 de octubre (Vuelta) | 8 de octubre (Ida) 15 de octubre (Vuelta) | 8 de octubre (Ida) 15 de octubre (Vuelta) | 8 de octubre (Ida) 15 de octubre (Vuelta) |  |
|  |                                                       |                                                       |                                                       |                                                       |   |                  |                                           |                                           |                                           |                                           |  |
|  |                                                       |                                                       |                                                       |                                                       |   |                  |                                           |                                           |                                           |                                           |  |
|  | Atlético Pantoja                                      | 4                                                     | 4                                                     | 8                                                     |   |                  |                                           |                                           |                                           |                                           |  |
|  | Atlético Pantoja                                      | 4                                                     | 4                                                     | 8                                                     |   |                  |                                           |                                           |                                           |                                           |  |
|  | Atlético Vega Real                                    | 1                                                     | 1                                                     | 2                                                     |   |                  |                                           |                                           |                                           |                                           |  |
|  | Atlético Vega Real                                    | 1                                                     | 1                                                     | 2                                                     |   | Atlético Pantoja | 1                                         | 1                                         | 2                                         |                                           |  |
|  |                                                       |                                                       |                                                       |                                                       |   | Atlético Pantoja | 1                                         | 1                                         | 2                                         |                                           |  |
|  |                                                       |                                                       | Cibao FC                                              | 2                                                     | 1 | 3                |                                           |                                           |                                           |                                           |  |
|  | Moca FC                                               | 0                                                     | Cibao FC                                              | 2                                                     | 1 | 3                | 1                                         | 1                                         |                                           |                                           |  |
|  | Moca FC                                               | 0                                                     |                                                       |                                                       |   |                  | 1                                         | 1                                         |                                           |                                           |  |
|  | Cibao FC                                              | 1                                                     | 1                                                     | 2                                                     |   |                  |                                           |                                           |                                           |                                           |  |
|  | Cibao FC                                              | 1                                                     | 1                                                     | 2                                                     |   |                  |                                           |                                           |                                           |                                           |  |
|  |                                                       |                                                       |                                                       |                                                       |   |                  |                                           |                                           |                                           |                                           |  |

|                             |
| Cibao FC Campeón 3.° título |

## Tabla General
| Pos. | Equipo                 | Pts. | PJ | G  | E  | P  | GF | GC | Dif. | Clasificación 2022                     |
| ---- | ---------------------- | ---- | -- | -- | -- | -- | -- | -- | ---- | -------------------------------------- |
| 1    | Cibao FC (C)           | 44   | 24 | 12 | 8  | 4  | 40 | 28 | +12  | Campeón y Copa Caribeña de la Concacaf |
| 2    | Atlético Pantoja       | 39   | 24 | 12 | 3  | 9  | 40 | 32 | +8   | Copa Caribeña de la Concacaf           |
| 3    | Moca FC                | 39   | 24 | 9  | 12 | 3  | 33 | 25 | +8   | Copa Caribeña de la Concacaf           |
| 4    | O&M FC                 | 35   | 24 | 9  | 8  | 7  | 32 | 24 | +8   | Caribbean Club Shield                  |
| 5    | Atlético Vega Real     | 33   | 24 | 9  | 6  | 9  | 27 | 30 | −3   |                                        |
| 6    | Jarabacoa FC           | 29   | 24 | 7  | 8  | 9  | 27 | 27 | 0    |                                        |
| 7    | Atlético San Cristóbal | 9    | 14 | 2  | 3  | 9  | 11 | 26 | −15  |                                        |
| 8    | Delfines del Este FC   | 5    | 14 | 1  | 2  | 11 | 9  | 27 | −18  | Último lugar                           |

Actualizado a los partidos jugados el 11 de septiembre de 2022.
 Fuente: 